# Whiskey Business
Whiskey Business , titulado Negocio de Whiskey en Hispanoamérica y Licor de riesgo en España, es el sexto episodio de la vigesimocuarta temporada de la serie animada Los Simpson, y el número 527 de la misma. Fue escrito por Valentina L. Garza y dirigido por Mateo Nastuk, y se emitió en Estados Unidos el 5 de mayo de 2013. Para el capítulo, fueron invitadas estrellas como Tony Bennett, Kevin Michael Richardson y Sonny Rollins.

## Sinopsis
Homero y Marge ayudan a Moe a no suicidarse, por lo que recibe una nueva oportunidad en la vida por él al comprarle un nuevo traje. Al llegar dos inversionistas a la taberna ayudan a Moe a que sus sueños se hagan realidad cuando se muestran un bourbon de vieja edad que ha estado escondido durante años y anuncian planes para hacer una tonelada de dinero (incluso dejando Moe mantener un poco de él para sí mismo). Moe disfruta de su nuevo pincel con éxito, pero se horroriza cuando un percance ascensor destruye su traje. Más tarde se decide a creer en su producto y él mismo, lo que no va bien en la oferta inicial de acciones una vez que los inversores ven su vestimenta de coctelero corriente y hacer una larga lista de declaraciones perjudiciales. Moe regresa a su miserable existencia en su bar, pero ha aclarado lo suficiente como para pasar de suicidarse al menos hasta que los rollos de la temporada de vacaciones llegue.
Mientras tanto, el abuelo está mirando a los niños mientras Homero y Marge están ayudando a Moe, y una elaborada broma de Bart y los abusones del colegio, Dolph, Jimbo y Kearney, están planeando va mal abuelo se cae del techo y se lastima. Para no meterse en problemas, Bart se encarga de abuelo, pero cada hombre es sorprendido con lo que un buen trabajo Bart termina haciendo. Abuelo termina ocultando su recuperación de Bart y ser pillado por ella, y cada uno de ellos expresa su reconocimiento por el otro. Lisa protesta contra las compañías discográficas que utilizan la imagen de Encías sangrantes Murphy como una imagen proyectada. El gran Sonny Rollins le dice a través de su propio holograma que esto es simplemente cómo son las cosas ahora, y Lisa se queja cuando ve a Diana, Princesa de Gales cantando un rap acerca de DVD y Blu-Ray y un anuncio holograma donde Mahatma Gandhi promociona un local de banco.

## Recepción
Robert David Sullivan de The AV Club le dio al episodio una C-, diciendo: "He estado quejando sobre el humor negro en muchos episodios de Los Simpson en esta temporada, pero es humor negro carente de imaginación que es decepcionante. Soy un campeón del episodio" de Homero Enemy , "todo el camino a su sombría conclusión, y me encanta cada momento del Itchy and Scratchy caricaturas borbotones de sangre. Pero" Whisky Negocios "simplemente golpea por una nota de Moe estar tan deprimido que ni siquiera puede reunir la energía acabar con todo. Un episodio que en realidad representa un suicidio sería, al menos, ganar puntos para ir a los extremos ". Teresa López de TV Fanatic dio al episodio dos estrellas y media de cinco, diciendo: "Además de la Moe y parcelas de Lisa, el espectáculo también trataron de meter con calzador otra historia que involucra el Abuelo y Bart unión cuando el abuelo se lesiona en el tobogán de expediente de Bart. Hubo algunos momentos lindos entre los dos, pero el episodio había demasiados hilos va a hacer cualquiera de ellos realmente satisfactorio ".